# Asmate flavidaria
Asmate flavidaria là một loài bướm đêm trong họ Geometridae.